# Чаршамба
Чаршамба (на турски: Çarşamba) е град в Турция, вилает Самсун. Той е административен център на околия Чаршамба. Според оценки на Статистическия институт на Турция към 31 декември 2019 г. населението на града е 69 601 души.

## География
Град Чаршамба се намира на около 30 км разстояние от областния център Самсун. През града минава река „Йешилърмак“. Една от най-дългите реки в Турция.